# Classe 600 (sommergibile)
La classe 600, progettata dall'ufficiale del Genio Navale Curio Bernardis ed evoluzione della Classe Squalo, fu la classe più numerosa di sommergibili italiani, con ben cinquantanove unità costruite, e, probabilmente, una delle più riuscite. Le unità vennero prodotte in cinque serie che non differirono di molto tra loro e che vennero nominate Argonauta, Sirena, Perla, Adua, ed infine Platino o Acciaio.

## Storia
Nel 1930, nella Conferenza di Londra, i sommergibili vennero distinti in due categorie: i sommergibili costieri, con un dislocamento fino a 600 tonnellate ed i sommergibili oceanici, con dislocamento superiore alle 600 ed inferiore alle 2000 tonnellate.
La Classe Serie 600 fu la conseguenza delle nuove regole stipulate nel Trattato di Londra che concedevano ad una potenza navale l'opportunità di costruire un numero illimitato di sommergibili costieri, battelli questi ben adatti alla navigazione nel Mediterraneo e che potevano anche essere usati negli oceani ed avevano una migliore manovrabilità rispetto ai battelli di grande dislocamento.
La classe ebbe anche un limitato mercato estero, poiché tre battelli della classe Adua vennero venduti al Brasile.
I battelli vennero costruiti da diversi cantieri: CRDA CANT di Monfalcone, Tosi di Taranto, OTO di La Spezia e Cantieri del Quarnaro di Fiume.

## Caratteristiche

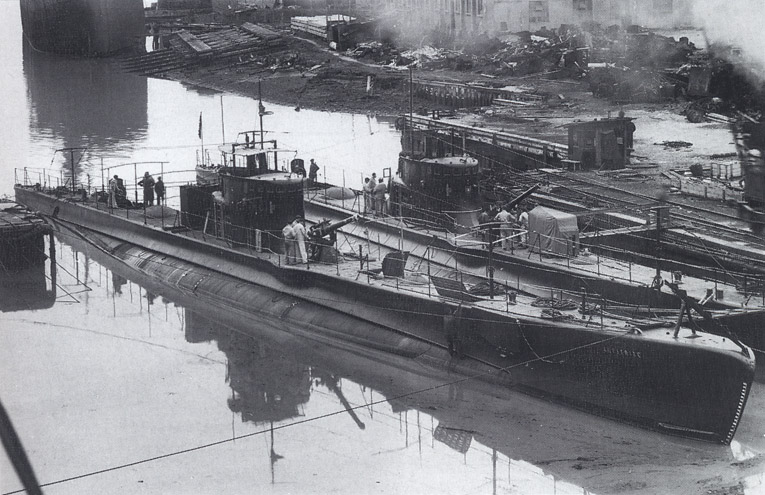
Il Regio Sommergibile Anfitrite, della classe Sirena, alla banchina dei lavori nel cantiere di Monfalcone. A fianco un altro sommergibile della stessa classe.

La classe 600 fu progettata secondo i canoni previsti dal Generale del Genio Navale Curio Bernardis, ovvero la struttura a scafo semplice con doppi fondi centrali resistenti, in cui erano ricavate tutte le casse (zavorra, emersione, emersione rapida e compenso).
Derivati dalla deludente esperienza dei Pisani, dei Fratelli Bandiera e degli Squalo, per questi sommergibili furono già previste in sede progettuale le controcarene per una maggiore stabilità laterale, che furono anche adattate a serbatoi di combustibile.
Risultarono dei battelli molto riusciti, caratterizzati da ottime stabilità e manovrabilità in superficie come in immersione, una buona abitabilità, nonostante le ridotte dimensioni, e una discreta robustezza.
Il progetto, benché rimasto sulla breccia fino agli anni quaranta, risaliva al 1929 (serie Argonauta): la limitata velocità in superficie (14-15 nodi massimi), che avrebbe potuto essere superiore, risentiva delle tecniche d'impiego, che prevedevano il sommergibile quasi sempre fermo o con limitati spostamenti in una ristretta zona d'agguato.
Come moltissimi altri battelli italiani, restrinsero l'ampia falsatorre (estremamente comoda, spaziosa, con plancia riparata e anche un bagno esterno, ma troppo visibile) sul modello di quella tedesca, molto più difficilmente individuabile, specialmente viste le nuove tecniche d'impiego: avvicinamento al bersaglio in emersione, rapida immersione a poche miglia di distanza, avvicinamento a quota periscopio, lancio siluri, riemersione, eventuale attacco col cannone.
Lo scafo esterno, inizialmente "pieno", fu in seguito dotato (sempre sulla base della preziosa esperienza acquisita dagli U-Boot) di numerose fessure per favorire l'allagamento delle intercapedini tra scafo interno ed esterno e velocizzare l'immersione: questi battelli (come in generale tutti quelli italiani) mantenevano un'elevata riserva di spinta che, pur mantenendo il battello in ideali condizioni di navigazione in superficie, comportavano la necessità di imbarcare una maggiore quantità d'acqua per annullarla (cioè "appesantire" il battello per vincere la spinta di Archimede), che si traduceva in un tempo maggiore per essere pronti per l'immersione. Gli Argonauta si differenziavamo dalle serie successive per la forma della prua di conformazione simile a quella dei Pisani, dai Sirena in poi la prua venne leggermente rialzata assumendo la caratteristica forma a "squalo".
Visto questo inconveniente (la crescente presenza degli aerei sul mare causava sempre maggiori perdite fra le flotte subacquee, sia per attacchi diretti, sia perché ne segnalava le posizioni), si adottarono stratagemmi tecnici, come l'allargamento delle valvole di sfogo e l'ottimizzazione degli impianti relativi, e tattici: si portavano le macchine a tutta forza, si mettevano i timoni di profondità di prora tutti a scendere e quelli poppieri tutti a salire e si riempivano le casse di emersione (perché erano molto più capienti di quelle d'immersione), in pratica facendo "tuffare" il sommergibile sott'acqua; tali accorgimenti portarono i tempi d'immersione da 100 e oltre secondi a 40 o 30, al livello degli U-Boot.
La Classe 600 italiana era equivalente alla Classe 600 francese, alla Classe S britannica e al Tipo VII tedesco.